# Convenio de Ginebra relativo al trato debido a los prisioneros de guerra

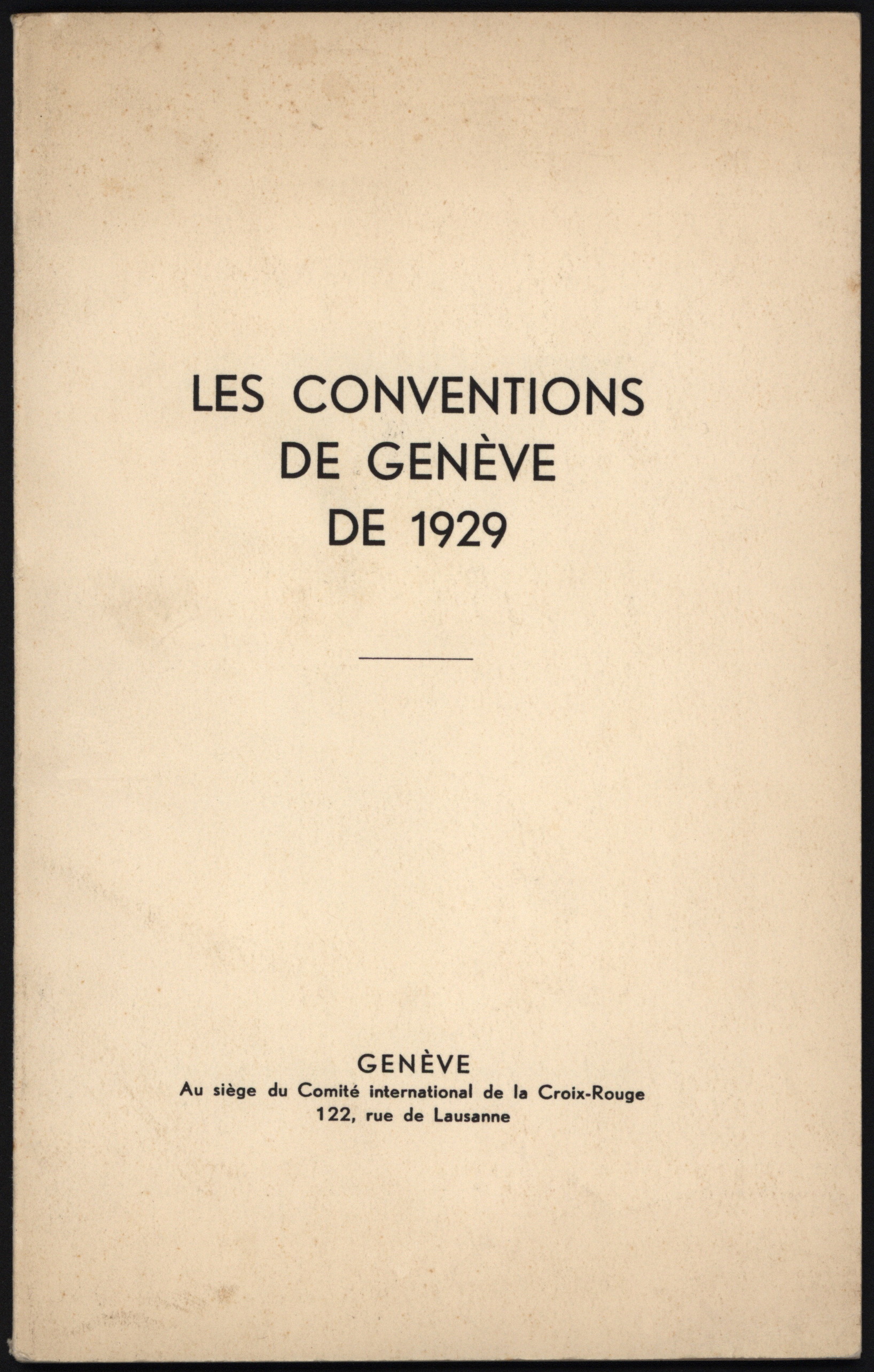
Portada del convenio de Ginebra

El Convenio de Ginebra (1929), precursor del Tercer Convenio, es una versión de los Convenios de Ginebra que cubre el tratamiento de los prisioneros de guerra durante la Segunda Guerra Mundial. Se firmó en Ginebra (Suiza) el 27 de julio de 1929 con el nombre oficial de Convenio de Ginebra relativo al trato debido a los prisioneros de guerra, Ginebra, 27 de julio de 1929. Entró en vigor el 19 de junio de 1931.
Según la página web oficial del Comité Internacional de la Cruz Roja:

Las disposiciones relativas al trato de los prisioneros de guerra están contenidas en las Reglamentos de La Haya de loa años 1899 y 1907. Durante el curso de la Primera Guerra Mundial se revelaron varias deficiencias, así como una falta de precisión. Estos defectos fueron superados, en parte, por los acuerdos especiales firmados entre los beligerantes en Berna en los años 1917 y 1918. En el año 1921, la Conferencia Internacional de la Cruz Roja celebrada en Ginebra expresó el deseo de que se adoptase un convenio especial sobre el tratamiento de los prisioneros de guerra. El Comité Internacional de la Cruz Roja elaboró un proyecto de convenio que se presentó en la Conferencia Diplomática reunida en Ginebra en el año 1929. La Convención no sustituye, sino que solamente completa las disposiciones del Reglamento de La Haya. Las innovaciones más importantes consistieron en la prohibición de represalias y de castigos colectivos, la organización del trabajo de los reclusos, la designación por los presos de sus representantes y el control ejercido por las Potencias protectoras.

## Disposiciones generales
El artículo 1 hace referencia explícita a los artículos 1, 2 y 3 de los Convenios de La Haya sobre las leyes y costumbres de la guerra en tierra (La Haya IV), del 18 de octubre de 1907 para definir quiénes son combatientes legales, y por lo tanto puedan ser calificados como prisioneros de guerra (POW) si son capturados. Además de los combatientes incluidos en la sección de La Haya IV, algunos civiles también están cubiertos por la sección de la presente Convención llamada «Aplicación de los Convenios a cierta clase de ciudadanos civiles».
Los artículos 2, 3 y 4 especifican que los prisioneros de guerra lo son de la potencia que los sostiene y no prisioneros de la unidad que tiene su rendición, que tienen derecho al honor y al respeto, que las mujeres deben ser tratadas con todas las consideraciones debidas a su sexo, y que los presos de una categoría similar deben ser tratados de la misma manera.

## Captura
Los Artículos 5 y 6 cubren lo que se puede y no se puede hacer a un prisionero durante su captura. Si se solicita, a menos que estén demasiado enfermos como para hacerlo, los presos están obligados a dar su verdadero nombre y rango, pero no pueden ser obligados a dar más información. Los reclusos no pueden ser privados de sus posesiones personales, excepto armas y caballos. El texto del año 1949 del Tercer Convenio de Ginebra fue alterado intencionadamente al de los Convenios del año 1929 para que los soldados que caen en manos de una potencia, a raíz de la capitulación o entrega en masa de un enemigo, estuvieran protegidos, así como los que cayeran prisioneros en el transcurso de la lucha.

## Cautiverio

### Evacuación de prisioneros de guerra
Los Artículos 7 y 8 establecen que los presos deben ser evacuados de la zona de combate en el plazo más breve posible, al igual que los beligerantes, que están obligados, recíprocamente, a notificar a los demás de la captura de sus prisioneros.

### Campos de prisionero de guerra
Los Artículos 9 y 10 abarcan el tipo de campo en el que los prisioneros de guerra pueden ser detenidos. Deberán ser construidos de tal manera que las condiciones sean similares a los utilizados por el beligerante para sus propios soldados en los campamentos base. Los campos deben estar ubicados en lugares sanos y lejos de la zona de combate. Además, «los beligerantes deberán, en la medida de lo posible, evitar separar a los prisioneros de los campos de diferentes razas o nacionalidades individualmente».
Los Artículos 11, 12 y 13 establecen que los alimentos deben ser de calidad similar y en la misma cantidad que la de los propios soldados de los Estados beligerantes, y que a los prisioneros de guerra no se les puede negar la comida a modo de castigo. Además, se debe establecer una cantina de venta de alimentos, tanto locales como extranjeros. Se debe proporcionar ropa adecuada, y el servicio sanitario en los campamentos deberá ser más que suficiente para evitar epidemias.
Los Artículos 14 y 15 cubren la prestación de los servicios médicos en cada campo.
Los Artículos 16 y 17 incluyen la importancia de satisfacer las necesidades religiosas, de ocio y deportivas.
Los Artículos 18 y 19 cubren la disciplina interna de un campo que se encuentre bajo el mando de un oficial responsable.
Los Artículos 20, 21, 22 y 23 afirman que los oficiales y personas de estatuto equivalente que son prisioneros de guerra serán tratados con las consideraciones debidas a su graduación y a su edad, y se proporcionan más detalles sobre el tratamiento que se les debe dar.
El Artículo 24 cubre la tasa de remuneración de los prisioneros de guerra.
Los Artículos 25 y 26 cubren las responsabilidades de las autoridades encargadas de los detenidos a la hora de trasladarlos de un lugar a otro. Los presos deben estar lo suficientemente sanos como para viajar, se les debe informar adónde se transfieren, y sus pertenencias personales, incluyendo cuentas bancarias, deben seguir siendo accesibles.

### Trabajos de los prisioneros de guerra
Los Artículos 27 al 34 cubren el trabajo de los prisioneros de guerra. El trabajo debe ajustarse a la clasificación y a la salud de los prisioneros. El trabajo no debe estar relacionado con la guerra y debe ser un trabajo seguro. La remuneración será acordada entre las partes beligerantes.

### Relaciones con el exterior de los prisioneros de guerra
Los Artículos 35 al 41 cubren cómo y cuándo los prisioneros de guerra pueden relacionarse con los demás. Los presos deben ser autorizados a mantener correspondencia con su familia al cabo de una semana de la captura. Se les debe permitir recibir cartas y paquetes que contengan libros, aunque que pueden ser censurados algunos alimentos y ropa.

### Relaciones de los prisioneros con las autoridades
Los Artículos 42 al 67 abarcan las relaciones de los presos con las autoridades. La mayoría de estas disposiciones están cubiertas por la disposición de que los presos se encuentran bajo el código de la potencia detenedora bajo los reglamentos militares, con algunas de las disposiciones adicionales que cubren específicamente a un preso de las cuestiones de guerra y de algunas otras disposiciones para protegerlos, si los reglamentos militares de la potencia detenedora no se ajustan a una norma mínima.
Existen dos regulaciones específicas que diferencian a los prisioneros de guerra de los detenidos propios de los reglamentos militares. La primera determina que ningún prisionero de guerra podrá ser privado de su rango por la potencia detenedora. En la segunda se explica que los prisioneros de guerra que hayan escapado, habiendo sido retomados antes de poder unirse al ejército que los ha capturado, o antes de abandonar el territorio ocupado, será responsable únicamente de sanciones disciplinarias.

## Término del cautiverio
Los Artículos 68 al 74 establecen que los presos gravemente enfermos o heridos de la guerra deben ser repatriados tan pronto como su condición lo permita y los repatriados no se podrán utilizar en servicio militar activo.
El Artículo 75 abarca la liberación al final de las hostilidades. La liberación de los presos deben formar parte del armisticio. Si esto no fuera posible, la repatriación de los prisioneros se efectuará con la menor demora posible después de la conclusión de la paz. La disposición fue para paliar los problemas desprendidos después de la Segunda Guerra Mundial porque, como la rendición de las potencias del Eje era incondicional, no hubo tregua. En el caso de Alemania, no se hizo efectivo ningún tratado de paz hasta la firma del Tratado sobre el acuerdo final con respecto a Alemania, en el año 1990.
El Artículo 76 cubre a los prisioneros de guerra fallecidos en cautiverio. Estos deben ser enterrados honrosamente, y sus tumbas han de estar marcadas y gozar de un mantenimiento adecuado. Los testamentos y disposiciones de certificados de defunción deben ser los mismos que la de los propios soldados de la potencia detenedora.

## Oficina de socorro y de información relativa a los prisioneros de guerra
Los Artículos 77 al 80 explican cómo y con qué frecuencia las potencias deben intercambiar información sobre los presos, así como especifican los detalles de cómo las sociedades de socorro deben participar en ayuda de los prisioneros.

## Aplicación de los Convenios a cierta clase de civiles
El Artículo 81 establece que los individuos que siguen a las fuerzas armadas sin formar parte directa de estos conocimientos, si caen en manos del enemigo y este considera oportuna su detención, tendrán derecho a ser tratados como prisioneros de guerra. Esta disposición cubre los contratistas de apoyo militar y civil, corresponsales de guerra, etc.

## Aplicación de los Convenios
Los Artículos 82 al 97 cubren la aplicación de estos Convenios. Los artículos 82 y 83 contienen dos cláusulas importantes:
- En tiempos de guerra, si uno de los beligerantes no forma parte de los Convenios, sus disposiciones continuarán en vigor entre las partes beligerantes implicadas en el mismo.
- Las disposiciones de los presentes Convenios continuarán para cubrir a los prisioneros de guerra después de las hostilidades hasta su repatriación, a menos que las partes beligerantes contrarias lo sustituyan por un régimen más favorable.

## Anexo a los Convenios del 27 de julio de 1929 relativo al trato de los prisioneros de guerra
En el anexo se añaden detalles a las disposiciones relativas a la repatriación y hospitalización.